# Deleción 2q37
La deleción 2q37, también llamada monosomía 2q37, es una enfermedad congénita de origen genético causada por una deleción en el brazo largo del cromosoma 2 humano. Los cromosomas constan de 2 brazos y una región central o centrómero, el brazo corto se designa con la letra p, mientras que al brazo largo se le asigna la letra q. La deleción 2q37 se caracteriza porque el brazo largo (q) del cromosoma 2, pierde la región terminal (37).
Los pacientes afectados presentan retraso mental y del desarrollo moderado o leve, tono muscular disminuido - hipotonía -, obesidad, talla baja, hiperlaxitud de las articulaciones con tendencia a las luxaciones, dedos cortos - braquidactilia -, y una serie de rasgos faciales característicos que incluyen frente prominente, cejas arqueadas y poco pobladas. Otras alteraciones que ocurren con frecuencia variable son la existencia de autismo, epilepsia, malformaciones del corazón y tumor de Wilms.
En el 95% de los casos, la enfermedad aparece de manera espontánea y no existen antecedentes familiares, en el 5% de los pacientes la deleción es heredada de los padres que presentan una translocación del fragmento cromosómico. 
La frecuencia exacta con que se presenta el trastorno no ha sido determinada, se estima que es menor a 1 caso por millón de nacimientos, por lo que se incluye dentro de las enfermedades raras.